# Vladimir Kovin
Vladimir Alexandrovič Kovin (rusky Владимир Александрович Ковин, * 20. června 1954 Gorkij, SSSR) je bývalý ruský hokejový útočník.

## Reprezentace
V sovětské reprezentaci poprvé nastoupil 18. srpna 1976 v Göteborgu v přátelském utkání proti domácímu Švédsku (1:4). Utkání bylo přípravou na Kanadský pohár 1976, kde Kovin nastoupil. Sověti skončili na turnaji třetí. Na olympijském turnaji v Sarajevu 1984 se stal olympijským vítězem. Zúčastnil se i Kanadského poháru 1984 (semifinále). Naposledy si za národní tým zahrál na mistrovství světa 1985 v Československu (bronz). Celkem odehrál 64 utkání a vstřelil 21 branek.

### Reprezentační statistiky
| 1976 | SSSR | KP | 5 | 2 | 0 | 2 | 6 |
| 1984 | SSSR | OH | 7 | 5 | 3 | 8 | 2 |
| 1984 | SSSR | KP | 6 | 0 | 3 | 3 | 2 |
| 1985 | SSSR | MS | 2 | 0 | 0 | 0 | 0 |

## Kariéra
Nejvyšší sovětskou soutěž hrál za mateřské Torpedo Gorkij od sezony 1971/72. Za tento celek hrál až do roku 1989, kdy bylo povoleno sovětským hráčům odejít do zahraničí.
Závěr kariéry strávil v klubu HC Rémy, který posílil během sezony 1988/89, kdy s ním postoupil do první ligy. V tomto celku odehrál i následných pět sezon (sestup v roce 1993 klub vrátil do druhé nejvyšší soutěže). Tento klub vyřadil jeho číslo 10 z užívání. V poslední sezoně kariéry 1994/95 hrál za třetiligové ASG Tours.
HC Rémy vedl v ročníku 2003/04 jako trenér (4. liga) a v letech 2006–2011 vedl mužstvo do 18 let. Ve stejném klubu se několikrát vrátil na led, konkrétně v sezonách 1998/99, 2003/04, 2007/08 a naposledy v jednom utkání ročníku 2014/15.

## Klubové statistiky
| Sezona  | Klub           | Soutěž | Základní část | Základní část | Základní část | Základní část | Základní část | Play off | Play off | Play off | Play off | Play off |
| Sezona  | Klub           | Soutěž | Z             | G             | A             | B             | TM            | Z        | G        | A        | B        | TM       |
| ------- | -------------- | ------ | ------------- | ------------- | ------------- | ------------- | ------------- | -------- | -------- | -------- | -------- | -------- |
| 1971/72 | Torpedo Gorkij | SSSR   | 1             | 0             | 0             | 0             | 0             | —        | —        | —        | —        | —        |
| 1972/73 | Torpedo Gorkij | SSSR   | 3             | 0             | 0             | 0             | 2             | —        | —        | —        | —        | —        |
| 1973/74 | Torpedo Gorkij | SSSR   | 8             | 1             | 0             | 1             | 8             | —        | —        | —        | —        | —        |
| 1974/75 | Torpedo Gorkij | SSSR   | 20            | 3             | 3             | 6             | 22            | —        | —        | —        | —        | —        |
| 1975/76 | Torpedo Gorkij | SSSR   | 30            | 8             | 9             | 17            | 23            | —        | —        | —        | —        | —        |
| 1976/77 | Torpedo Gorkij | SSSR   | 34            | 14            | 11            | 25            | 31            | —        | —        | —        | —        | —        |
| 1977/78 | Torpedo Gorkij | SSSR   | 33            | 13            | 19            | 32            | 51            | —        | —        | —        | —        | —        |
| 1978/79 | Torpedo Gorkij | SSSR   | 42            | 23            | 12            | 35            | 71            | —        | —        | —        | —        | —        |
| 1979/80 | Torpedo Gorkij | SSSR   | 40            | 14            | 23            | 37            | 54            | —        | —        | —        | —        | —        |
| 1980/81 | Torpedo Gorkij | SSSR   | 44            | 16            | 11            | 27            | 54            | —        | —        | —        | —        | —        |
| 1981/82 | Torpedo Gorkij | SSSR   | 45            | 12            | 13            | 25            | 60            | —        | —        | —        | —        | —        |
| 1982/83 | Torpedo Gorkij | SSSR   | 46            | 11            | 6             | 17            | 65            | —        | —        | —        | —        | —        |
| 1983/84 | Torpedo Gorkij | SSSR   | 43            | 22            | 13            | 35            | 50            | —        | —        | —        | —        | —        |
| 1984/85 | Torpedo Gorkij | SSSR   | 37            | 14            | 9             | 23            | 26            | —        | —        | —        | —        | —        |
| 1985/86 | Torpedo Gorkij | SSSR   | 36            | 6             | 4             | 10            | 26            | —        | —        | —        | —        | —        |
| 1986/87 | Torpedo Gorkij | SSSR   | 38            | 8             | 6             | 14            | 14            | —        | —        | —        | —        | —        |
| 1987/88 | Torpedo Gorkij | SSSR   | 36            | 7             | 5             | 12            | 22            | —        | —        | —        | —        | —        |
| 1988/89 | Torpedo Gorkij | SSSR   | 7             | 2             | 0             | 2             | 0             | —        | —        | —        | —        | —        |
|         | HC Rémy        | FRA-2  | 25            | 36            | 31            | 67            | 30            | —        | —        | —        | —        | —        |
| 1989/90 | HC Rémy        | FRA    | 27            | 14            | 15            | 29            | 64            | —        | —        | —        | —        | —        |
| 1990/91 | HC Rémy        | FRA    | 5             | 0             | 0             | 0             | 0             | 2        | 3        | 0        | 3        | 12       |
| 1991/92 | HC Rémy        | FRA    | 33            | 13            | 8             | 21            | 70            | —        | —        | —        | —        | —        |
| 1992/93 | HC Rémy        | FRA    | 8             | 2             | 2             | 4             | 24            | —        | —        | —        | —        | —        |
| 1993/94 | HC Rémy        | FRA-2  | 7             | 1             | 9             | 10            | 0             | —        | —        | —        | —        | —        |
| 1994/95 | ASG Tours      | FRA-3  | 11            | 9             | 14            | 23            | 34            | —        | —        | —        | —        | —        |
| 1995/96 | nehrál         | —      | —             | —             | —             | —             | —             | —        | —        | —        | —        | —        |
| 1996/97 | nehrál         | —      | —             | —             | —             | —             | —             | —        | —        | —        | —        | —        |
| 1997/98 | nehrál         | —      | —             | —             | —             | —             | —             | —        | —        | —        | —        | —        |
| 1998/99 | HC Rémy        | FRA    | 3             | 0             | 0             | 0             | 2             | —        | —        | —        | —        | —        |
| 1999/00 | nehrál         | —      | —             | —             | —             | —             | —             | —        | —        | —        | —        | —        |
| 2000/01 | nehrál         | —      | —             | —             | —             | —             | —             | —        | —        | —        | —        | —        |
| 2001/02 | nehrál         | —      | —             | —             | —             | —             | —             | —        | —        | —        | —        | —        |
| 2002/03 | nehrál         | —      | —             | —             | —             | —             | —             | —        | —        | —        | —        | —        |
| 2003/04 | HC Rémy        | FRA-3  | 11            | 4             | 7             | 11            | 49            | —        | —        | —        | —        | —        |
| 2004/05 | nehrál         | —      | —             | —             | —             | —             | —             | —        | —        | —        | —        | —        |
| 2005/06 | nehrál         | —      | —             | —             | —             | —             | —             | —        | —        | —        | —        | —        |
| 2006/07 | nehrál         | —      | —             | —             | —             | —             | —             | —        | —        | —        | —        | —        |
| 2007/08 | HC Rémy        | FRA-2  | 3             | 0             | 2             | 2             | 0             | —        | —        | —        | —        | —        |
| 2008/09 | nehrál         | —      | —             | —             | —             | —             | —             | —        | —        | —        | —        | —        |
| 2009/10 | nehrál         | —      | —             | —             | —             | —             | —             | —        | —        | —        | —        | —        |
| 2010/11 | nehrál         | —      | —             | —             | —             | —             | —             | —        | —        | —        | —        | —        |
| 2011/12 | nehrál         | —      | —             | —             | —             | —             | —             | —        | —        | —        | —        | —        |
| 2012/13 | nehrál         | —      | —             | —             | —             | —             | —             | —        | —        | —        | —        | —        |
| 2013/14 | nehrál         | —      | —             | —             | —             | —             | —             | —        | —        | —        | —        | —        |
| 2014/15 | HC Rémy        | FRA-2  | 1             | 0             | 0             | 0             | 2             | —        | —        | —        | —        | —        |